# Vononana conspersa
Vononana conspersa is een hooiwagen uit de familie Cosmetidae.